# Kornatska tragedija
Kornatska tragedija dogodila se 30. kolovoza 2007. kada je skupina vatrogasaca nastradala pri gašenju požara na otoku Velikom Kornatu. Od ukupno trinaest vatrogasaca u skupini zahvaćenoj požarom, dvanaest ih je poginulo na licu mjesta ili preminulo u bolnicama, a jedini koji je preživio bio je tada dvadesettrogodišnji Frane Lučić iz Tisnog. Događaj je jedna od najvećih mirnodopskih nesreća koje su pogodile Hrvatsku.

## Kronologija događaja
Ljeto 2007. obilježili su veliki požari diljem Europe pa tako i u hrvatskom priobalju. Veliki požar otvorenoga prostora izbio je 30. kolovoza 2007. na otoku Velikom Kornatu i doveo do najveće tragedije u povijesti hrvatskoga vatrogastva. Slijedi kronologija samoga događaja i onoga što je uslijedilo sljedećih dana.

### 30. kolovoza
U 11:59 dolazi dojava kako je požar izbio na otoku Kornatu u uvali Vrulje, nedaleko od objekta Nacionalnog parka Kornati zvanog Karaula. Nakon 12 sati u šibenskoj vojarni Bribirskih mostina okuplja se 23 vatrogasaca Javne vatrogasne postrojbe Šibenik, Javne vatrogasne postrojbe Split, DVD-a Tisno, DVD-a Vodice i DVD-a Zablaće. Oko 13 sati vatrogasci se prebacuju helikopterom HV-a na otok Kornat: šestorica su iskrcana kod uvale Kravljačica, a preostalih 17 iznad uvale Šipnata. Na Murteru se pripremaju "kruške" (vreće punjene vodom) s vodom radi prebacivanja na otok Kornat. U 13:30 zadnji je put uspostavljena veza prve i druge skupine. Nešto kasnije se trojica vatrogasaca: Krešimir Grgas, Ivica Perković i Kristijan Popović izdvajaju jer im je prilikom iskrcavanja iz helikoptera ispala radio-stanica i mobitel. Vatrogasac Joško Klarić penje se na uzvisinu kako bi uspostavio vezu s operativnim dežurstvom i vatrogasnim zapovjedništvom. Kanader polijeće iz Zemunika u 14:30 i gasi požar na Kornatu 50-ak minuta. U 14:54 zapovjednik Dino Klarić posljednji put se javlja VOC-u Šibenik. U 15:33 prva grupa koju čine vatrogasci DVD-a Zablaće u kontaktu s kolegama u VOC-u Šibenik upozoravaju kako nemaju kontakt s drugom grupom. Kanader se u 15:35 upućuje na požarište kod Vodica. Deset minuta kasnije razmatra se mogućnost slanja još jedne grupe vatrogasaca kako bi pomogli kolegama.
U 16:25 od jednog vatrogasca stiže prva vijest da ima stradalih. Helikopter na Kornat stiže u 17:20 i počinje traganje. Petnaest minuta kasnije na mjesto tragedije dolazi vatrogasac iz prve grupe i nalazi nastradale kolege. Gorska služba spašavanja predvođena Stipom Božićem potom kreće u akciju izvlačenja unesrećenih vatrogasaca. Prihvat nastradalih vatrogasaca organizira se u 19:30 u Općoj bolnici u Zadru. Zadnji stradali vatrogasac izvučen je deset minuta kasnije, u 19:40.
Četvorica vatrogasaca prevezena su brodovima pomorske policije u Sukošan, a trojica unesrećenih helikopterom u Zemunik. Već je izvjesno kako su na požarištu smrtno stradali Gabrijel Skočić (20) iz Vodica, Marko Stančić (17) iz Šibenika, Hrvoje Strikoman (19) iz Vodica, Dino Klarić (33) iz Šibenika, Ivan Marinović (33) iz Grebaštice, Ivica Crvelin (42) iz Tisnog.
Sedam teško ozlijeđenih vatrogasaca: Tomislav Crvelin (23), Frane Lučić (23), Josip Lučić (19) i Ante Crvelin (23) iz Tisnog, te Ante Juričev Mikulin (22), Karlo Ševerdija (17) iz Vodica i Marinko Knežević (52) iz Boraje prevezeni su u Opću bolnicu Zadar.
Petero teže ozlijeđenih vatrogasaca: T. Crvelin, J. Lučić, A. Crvelin, K. Ševerdija i M. Knežević prevezeni su oko 22:30 kolima Hitne pomoći u zagrebačku Traumatološku bolnicu te Kliničku bolnicu Dubrava. Tijekom večeri prve vijesti o stradanju vatrogasaca i slike prevoženja ozlijeđenih u bolnice dosežu hrvatsku javnost.

### 31. kolovoza
Tijekom noći prema priopćenju PU šibensko-kninske je u Šibenik privedeno devet osoba zbog sumnje za izazivanje požara. Tijekom noći na otok su upućene snage policije i Hrvatske vojske radi pretrage terena i osiguranja požarišta, a na mjesto nesreće izašli su i istražni sudac Županijskog suda i županijski državni odvjetnik iz Šibenika, policijska ekipa za očevide, te stručnjaci Centra za kriminalistička vještačenja Ministarstva unutarnjih poslova Republike Hrvatske, kao i inspektori za požare Inspektorata unutarnjih poslova Republike Hrvatske.
Pregledom terena i očevidom, utvrđeno je kako su vatrogasci stradali na brdu iznad uvale Šipnata na otoku Kornat. Ravnatelj policije Marijan Benko, koji je tijekom noći obišao ozlijeđene u zadarskoj bolnici, formirao je Operativni stožer. Stožer koordinira svim aktivnostima MUP-a RH u pogledu tog događaja, a s ciljem utvrđivanja uzroka požara i okolnosti stradavanja vatrogasaca.
Na otoku Kornatu tijekom jutra započinje službena istraga koju predvodi istražni sudac Županijskog suda u Šibeniku Igor Ninić. Tijekom dana tijela stradalih vatrogasaca prebacuju se na kopno.
Priveden je Paško Petrina (20), sezonski zaposlenik u Nacionalnom parku Kornati radi sumnje da je 30. kolovoza, između 11 i 11:30, počinio kazneno djelo protiv opće sigurnosti na način da je opušak cigarete odbacio u suhu travu i grmlje u neposrednu blizini objekta NP Kornati u uvali Vrulje. Nakon toga se vatra nošena jakim vjetrom proširila po čitavom otoku i ugrozila stambene, turističke i druge gospodarske objekte.
Dražen Slavica, zapovjednik Vatrogasne zajednice Šibensko-kninske županije, podnosi ostavku. Mladen Jurin, glavni vatrogasni zapovjednik, najavio je kako će dati ostavku jer se smatra moralno odgovornim.

### 3. rujna
Prema odluci Vlade Republike Hrvatske, 3. rujna je proglašen Danom žalosti u Hrvatskoj. Cijela Hrvatska oprostila se od tragično stradalih vatrogasaca.
Središnja Komemoracija za poginule vatrogasce održana je u Hrvatskom narodnom kazalištu u Šibeniku kojoj su prisustvovali članovi obitelji, kolege vatrogasci, čelnici Šibensko-kninske županije i Hrvatske vatrogasne zajednice te gotovo čitav državni vrh na čelu s tadašnjim predsjednikom Republike Hrvatske Stjepanom Mesićem i predsjednikom Vlade Ivom Sanaderom.
Istog dana u Gradskoj vijećnici održana je sjednica Predsjedništva i Operativno-tehničkog stožera Hrvatske vatrogasne zajednice na kojoj je, u povodu pitanja je li trebalo intervenirati na otoku Kornat, istaknuto kako se vatrogasci moraju odazvati na svaku intervenciju te da će Hrvatska vatrogasna zajednica inzistirati na punoj odgovornosti svih sudionika u gašenju požara na otoku Kornat.
Na sjednici Predsjedništva i Operativno-tehničkog stožera Slavko Gauš, vatrogasni zapovjednik Primorsko-goranske županije, osvrnuo se na iskaze na Komemoraciji i u sredstvima javnog priopćavanja, posebno se osvrnuvši na iskaz predsjednika RH Stipe Mesića da je intervencija na Kornatu bila avantura, upitavši se da li će sve buduće intervencije biti avanture. Željko Šoša, vatrogasni zapovjednik Zadarske županije izjavio je da su primljene dojave o ugroženosti kuća te da se moralo izaći na intervenciju te da vatrogasci nisu "poslani u smrt".
Dino Klarić i Ivan Marinović sahranjeni su u Šibeniku, a Ivica Crvelin i Marko Stančić sahranjeni su u Tisnom.
Na Trgu bana Josipa Jelačića u Zagrebu otvorena je knjiga žalosti za stradale vatrogasce.

### 4. rujna
U Vodicama su sahranjeni Gabrijel Skočić i Hrvoje Strikoman.

### 5. rujna
Ministar unutarnjih poslova RH Ivica Kirin donio je Odluku o osnivanju Interdisciplinarne ekspertne radne skupine, čija je zadaća utvrditi okolnosti požara i stradavanja vatrogasaca na otoku Kornat 30. kolovoza 2007., nakon čega će podnijeti izvješće Vijeću za nacionalnu sigurnost Republike Hrvatske. Za voditelja Radne skupine imenovan je Branko Smrekar, ravnatelj Učilišta vatrogastva, zaštite i spašavanja. Osim njega, Radna skupina ima još 20 članova, odnosno stručnjaka/eksperata iz raznih područja. U rad su uključeni stručnjaci iz Zavoda za sudsku medicinu i kriminalistiku Zagreb, Zavoda za sudsku medicinu KBC Firule Split, stručnjaci iz Državnog hidrometeorološkog zavoda, Zavoda za vatrootpornost tkanine Tekstilno-tehnološkog fakulteta u Zagrebu, Glavnog stožera OS RH Ministarstva obrane i Visoke škole za sigurnost. Također, u Radnu skupinu imenovani su i predstavnici Ravnateljstva policije, Inspekcije za zaštitu od požara i vatrogastva, Centra za kriminalistička vještačenja „Ivan Vučetić“, Visoke policijske škole te stručnjak za telekomunikacije.

### 6. rujna
Zapovjednik Vatrogasne zajednice Šibensko-kninske županije Dražen Slavica uhićen je zbog sumnje da je počinio teško kazneno djelo protiv opće sigurnosti. Slavicu je šibenska policija uhitila oko 10 sati, nakon čega je odveden na kriminalističku obradu povezanu sa stradavanjem vatrogasaca na Kornatima.
Vatrogasni zapovjednik Dražen Slavica smijenjen je s dužnosti zapovjednika Javne vatrogasne postrojbe Šibenik,  a odluku o tomu donijelo je, na izvanrednoj sjednici, Šibensko poglavarstvo. Takvu je odluku Poglavarstvo donijelo na prijedlog Upravnog vijeća šibenske Javne vatrogasne postrojbe (JVP). U priopćenju se pak ističe kako je Slavica smijenjen zbog tragedije na otoku Kornatu 30. kolovoza, ali da se tom odlukom ne želi unaprijed “presuditi ni o krivnji ni o osobnoj odgovornosti” smijenjenoga županijskog vatrogasnog zapovjednika. Za v.d. zapovjednika šibenskoga JVP-a imenovan je dotadašnji Slavičin zamjenik Velimir Milošević, a za v. d. zamjenika zapovjednika Darko Dukić.

### 7. rujna
Na groblju sv. Duh u Tisnome pokopan je 19-godišnji Josip Lučić.
Sa sjednice Operativno-tehničkog stožera Hrvatske vatrogasne zajednice upućeno je priopćenje za javnost, u povodu izjava i medijskih pritisaka, u kojem se naglašava da vatrogasne postrojbe izlaze na mjesto događaja temeljem dojave ne birajući jesu li intervencije opasne. Županijski vatrogasni zapovjednici također smatraju neprimjerenim medijski i drugi linč prema županijskom vatrogasnom zapovjedniku Draženu Slavici prije okončanja stručne ekspertize i policijske istrage događaja.
Vatrogasni zapovjednik Istarske županije Dino Kozlevac u Puli je izrazio ogorčenost atmosferom linča koja je stvorena oko vatrogasaca nakon tragedije na Kornatu te je osudio uhićenje šibenskog županijskog vatrogasnog zapovjednika Dražena Slavice.
Smijenjeni Dražen Slavica priveden je istražnom sucu Županijskog suda u Šibeniku.

### 8. rujna
U Vodicama je pokopan Karlo Ševerdija.

### 9. rujna
Marinko Knežević pokopan je na mjesnom groblju u Boraji.

### 12. rujna
Preliminarni rezultati istrage o kojima je izviješten državni vrh na sjednici Vijeća za nacionalnu sigurnost pokazali su da je tragediju vjerojatno izazvalo naglo jačanje požara, tzv. eruptivni požar. Na zatvorenoj sjednici (za javnost) Vijeća okupili su se predsjednici države, Sabora i Vlade, Stjepan Mesić, Vladimir Šeks i Ivo Sanader, kojima su predstavnici MUP-a i Državnog odvjetništva održali prezentaciju o poduzetim aktivnostima na utvrđivanju okolnosti nastanka požara i stradavanja vatrogasaca na Kornatu.  Nakon završetka sjednice prezentacija je održana i za novinare, na kojoj je ravnatelj Policije Marijan Benko kazao da je do tragedije, u kojoj je poginulo jedanaest vatrogasaca, a dvojica se još bore za život, vjerojatno došlo zbog "spleta nesretnih okolnosti".

### 16. rujna
U organizaciji Šibensko-kninske županije i braniteljskih udruga, organiziran je posjet članova obitelji i prijatelja mjestu stradanja vatrogasaca.

### 18. rujna
Na gradskom groblju u Vodicama pokopani su 67-godišnji Gordan Alﬁrev, tajnik Dobrovoljnoga vatrogasnog društva, koji je pogođen tragedijom na otoku Kornatu počinio samoubojstvo te Ante Juričev Mikulin, 12. žrtva Kornatske tragedije.

## Poginuli
Na Kornatu 30. kolovoza i u nekoliko idućih dana u bolnicama živote su izgubili:
1. Dino Klarić, rođen 16. prosinca 1974., JVP Šibenik, poginuo 30. kolovoza na otoku Kornat
2. Ivica Crvelin, rođen 12. lipnja 1955., JVP Šibenik, poginuo 30. kolovoza na otoku Kornat
3. Ivan Marinović, rođen 24. travnja 1975., JVP Šibenik, poginuo 30. kolovoza na otoku Kornat
4. Marko Stančić, rođen 25. prosinca 1990., DVD Tisno, poginuo 30. kolovoza na otoku Kornat
5. Gabrijel Skočić, rođen 15. travnja 1988., DVD Vodice, poginuo 30. kolovoza na otoku Kornat
6. Hrvoje Strikoman, rođen 11. veljače 1989., DVD Vodice, poginuo 30. kolovoza na otoku Kornat
7. Ante Crvelin, rođen 26. prosinca 1983., DVD Tisno, preminuo 1. rujna u Zagrebu
8. Tomislav Crvelin, rođen 18. rujna 1984., DVD Tisno, preminuo 3. rujna u Zagrebu
9. Marinko Kneževič, rođen 5. lipnja 1955., JVP Šibenik, preminuo 5. rujna u Zagrebu
10. Josip Lučić, rođen 12. veljače 1988, DVD Tisno, preminuo 5. rujna u Zagrebu
11. Karlo Ševerdija, rođen 1. prosinca 1984., DVD Vodice, preminuo 5. rujna u Zagrebu
12. Ante Juričev Mikulin, rođen 20. rujna 1985., DVD Vodice, preminuo 15. rujna u Splitu

Kornatsku tragediju je jedini preživio Frane Lučić, koji je pretrpio teške ozljede zbog zadobivenih opekotina.
Uz stradale u Kornatskoj tragediji, hrvatsko vatrogastvo je neposredno prije i nakon 30. kolovoza 2007. godine izgubilo još nekoliko članova. 
Samo dan prije kornatske tragedije na gašenju velikog požara na brdu Sveti Nikola na otoku Hvaru preminuo je Marinko Jurić (50), vatrogasac DVD-a Stari Grad.
Hrvatska vatrogasna zajednica je dana 4. rujna 2007. godine ostala bez svog predsjednika dr. Marijana Mlinarića, koji je preminuo nakon kratke i teške bolesti.  Dužnost predsjednika HVZ-a obnašao je od 2005. godine.
Gordan Alfirev (67), dugogodišnji tajnik DVD-a Vodice, shrvan Kornatskom tragedijom i gubitkom članova svog Društva, počinio je samoubojstvo 16. rujna 2007. godine.

## Uzroci
Od prvog dana pokušavalo se otkriti što je zapravo dovelo do stradavanja. Rezultati interdisciplinarne komisije koju je, ubrzo nakon nesreće osnovalo Ministarstvo unutarnjih poslova, predstavljeni su 16. lipnja 2008. te je navedeno kako je uzrok ove tragedije tzv. eruptivni požar.
Eruptivni požar predstavlja snažno ubrzanje izgaranja vegetacije (trave), potpomognuto nagibom kanjona, koje je sustiglo vatrogasce i izazvalo smrtonosne opekline. U uvjetima povoljne vegetacije, topografije i meteoroloških prilika, brzina širenja požara naglo se poveća i poprima obilježja erupcije.
Stajalište skupine sudskih vještaka u procesu koji se vodio protiv Dražena Slavice je da je tragediju izazvala eksplozija nehomogene plinske smjese (produkata isparavanja i nepotpunog izgaranja vegetacije) koja se uslijed atmosferskih uvjeta i konfiguracije terena nakupila u Klancu Šipnate na otoku i zapalila u nepovoljnom trenutku.
U javnosti su se javile i druge teorije. Jedna od teorija je kako je požar uzrokovala eksplozija ostataka NATO-bombe odbačene tijekom 
zračnih napada u “Kosovskoj krizi” 1999. godine, a čije ostatke je aktivirao prizemni požar trave. Ovo stajalište zauzeo je umirovljeni časnik Hrvatske vojske Nediljko Pušić, proučavajući slučaj i analizirajući satelitske snimke oblaka s područja Kornata toga dana kao i obilježja ozljeda na vatrogascima. Za ovu teoriju nisu nađeni dokazi u vidu ostataka bombe i krhotina.
Postoji i teorija o zapaljenju raspršenog goriva iz helikoptera koji je prevozio vatrogasce, koje je iscurilo u trenutku kada se helikopter nalazio neposredno iznad vatrogasaca. Sumnju u ovakav scenarij iznosili su neki članovi rodbine poginulih. Nisu zabilježena nikakva oštećenja na helikopteru koja bi dovela do ispuštanja goriva koje bi izazvalo eksploziju.
Sva provedena istraživanja te rezultati stručne ekspertize doveli su do istoga zaključka – do stradavanja vatrogasaca dovela je pojava tzv. eruptivnog požara.

## Posljedice
Iz poštovanja prema poginulima i njihovim obiteljima, premijer Sanader proglasio je 3. rujna danom žalosti u cijeloj Hrvatskoj, dok je župan Šibensko-kninske županije Goran Pauk proglasio sedam dana žalosti u toj županiji. Hrvatski športaši su 2. i 3. rujna nastupili s crnim florom na naramenicama, odnosno, pojavili su se s crnom vrpcom oko ruke pred svoje nastupe idućeg tjedna. 
Tijekom noći, kako stoji u službenom policijskom priopćenju, na otok su upućene snage policije i Hrvatske vojske radi pretrage terena i osiguranja požarišta, a na mjesto nesreće izašli su i Istražni sudac Županijskog suda i Županijski državni odvjetnik iz Šibenika, policijska ekipa za očevide, te stručnjaci Centra za kriminalistička vještačenja MUP-a RH, kao i inspektori za požare Inspektorata unutarnjih poslova Republike Hrvatske. Privedeno je osam ljudi osumnjičenih za podmetanje požara, a za požar je okrivljen 20-godišnji recepcionar u NP Kornati, koji je navodno opuškom cigarete izazvao požar.
Pojavile su se i kontroverze oko toga jesu li su se žrtve mogle izbjeći. Neki su kritizirali odluku vatrogasne službe da pošalje svoje ljude na Kornate samo kako bi gasili zapaljenu nisku travu, ali to je izazvalo i pitanja oko toga kako su mogli poginuti od tako malog požara. Najmlađa žrtve tragedija na Kornatima, 17-godišnji Marko Stančić, svom je ocu, po dolasku na Veliki Kornat poslao poruku: "Tata, na Kornatima smo, čekamo da nam dostave vodu", što je potaknulo novu dilemu – da je helikopter jednostavno ostavio vatrogasce bez dobre opreme. Glavni zapovjednik vatrogasaca Mladen Jurin na to je idući dan dao svoju ostavku. Zapovjednik Javne vatrogasne postaje Šibenik smijenjen je, a 7. rujna i priveden istražnom sucu te zadržan u pritvoru, pod sumnjom da je odgovoran za teško kažnjivo djelo protiv opće sigurnosti dovođenjem u opasnost života i imovine općeopasnom radnjom ili sredstvom.
Državnom su vrhu na sjednici Vijeća za nacionalnu sigurnost, održanoj 12. rujna i zatvorenoj za javnost, predstavljeni preliminarni rezultati istrage o tragediji na Kornatu. Gorivo nije imalo nikakvu uzročno-posljedičnu vezu sa širenjem požara i stradavanjem vatrogasaca nego je tragediju vjerojatno izazvalo naglo jačanje požara, tzv. eruptivni požar, pokazala je istraga.

## Kronologija suđenja Draženu Slavici
Suđenje Draženu Slavici, tadašnjemu zapovjedniku Vatrogasne zajednice Šibensko-kninske županije i jedinome optuženomu za tragediju na Kornatu, počelo je u studenomu 2010., nakon što je odlukom Vrhovnoga suda sa šibenskog prebačeno na Županijski sud u Zadru. Tužiteljstvo je Slavicu teretilo za kazneno djelo protiv opće sigurnosti jer je na otok Kornat poslao dvojicu maloljetnika, civilnoga ročnika te vatrogasce koji nisu završili obuku helikopterskoga desantiranja. Osim toga, na teret mu se stavljalo i kašnjenje s akcijom spašavanja unesrećenih. Optužnica je napisana na više od 60 stranica, a sudski spis sadržava oko šest tisuća stranica.
Tijekom suđenja ispitano je više od stotinu svjedoka i pročitano na tisuće stranica raznih stručnih vještačenja.
Slavica je 20. siječnja 2021. godine pravomoćno oslobođen optužbe za smrt dvanaestorice vatrogasaca koliko ih je na licu mjesta i od posljedica stradalo pri gašenju požara na Kornatima 30. kolovoza 2007. godine. I prije toga dvaput je oslobođen optužbe, ali je Vrhovni sud uvijek ukidao presudu da bi ga u 2021. godini konačno pravomoćno oslobodili optužbe. Posljednji put Slavica je oslobođen pred vijećem zadarskoga Županijskoga suda 2018. godine, ali se Županijsko državno odvjetništvo u Šibeniku žalilo na presudu.[nedostaje izvor]
Vrhovni sud Hrvatske zaključio je kako je prvostupanjski sud pravilno zaključio kako Slavica nije odgovoran za postupanja ili propuste osoba koje su trebale djelovati na temelju svojih ovlasti prema zakonu te nije bio nadležan za vođenje vatrogasne intervencije u kojoj su sudjelovale zračne snage, a Slavicu nitko nije ni ovlastio zapovijedati vatrogasnom postrojbom.
Sud je naveo kako je pomoć zračne eskadrile došla znatno kasnije nego je zatražena, a Slavica nije bio odgovoran za teškoće u komunikaciji i nemogućnost stupanja u kontakt s gasiteljima, pa zbog toga on nije ni mogao znati što se događa na terenu. Vrhovni sud smatra kako Slavica nije mogao predvidjeti eruptivni požar, tu rijetku i iznenadnu pojavu, a to ne bi mogao niti itko drugi da je bio na njegovom mjestu, raspolažući s onim informacijama koje je imao i Slavica.
„Optuženik je bez čekanja obavijestio nadležno tijelo o dojavi da su gasitelji nastradali, ali nije imao pravodobne i točne informacije o tome gdje su se gasitelji iskrcali iz helikoptera, kojim su se smjerom kretali, gdje je ostavljana vatrogasna kruška, niti o činjenici da su ušli u klanac i vatreno okruženje. Pravodobno je ispunio svoju zadaću izvještavanja nadležnih o potrebi spašavanja vatrogasaca”, piše u oslobađajućoj presudi Vrhovnog suda.
Na kraju se zaključuje kako je zadaća sudova utvrditi je li optuženik počinio kazneno djelo, a ne utvrđivati tko je za to odgovoran, ako to nije optuženi.
„Vrhovni sud je ocijenio da je prvostupanjski sud pravilno odlučio kada je optuženika oslobodio optužbe”; kaže se na kraju priopćenja Vrhovnoga suda o odluci koja je napisana na 13 stranica.

## Nedostatci istrage
Dana 14. studenoga 2007. Josip Klarić, otac poginuloga vatrogasca Dina Klarića, izjavio je za Večernji list kako je prema njegovu sudu istraga od početka bila nespretna i brzopleta, doneseni su ishitreni zaključci te da mu se neka objašnjena čine nelogična: “Sada se u istrazi otvaraju naznake onoga što od početka tvrdim: skupinu moga sina nije ubila zapaljena trava ni nikakav eruptivni požar... Svakako da i Slavica i drugi iz vatrogasne zajednice snose dio odgovornosti, ali nisu ih oni zapalili. Krivi su oni koji skrivaju istinu... Ako se i dalje bude inzistiralo na tome da ih je ubila trava, eruptivni požar i slične gluposti, sam ću dokazati da to nije istina. Bit ću dobrovoljni pokusni kunić. Kad ponovno naraste trava, čekat ću ljetni dan s najvećim jugom, zapalit ćemo isti požar i pustiti ga da prođe preko mene na istom mjestu gdje je zapaljena skupina mog sina”.
Na zadarskome sudu 13. studenoga trebala su biti ispitana četiri svjedoka u slučaju kornatske tragedije, no nitko od njih nije se pojavio. Bilo je predviđeno saslušanje dvojice pripadnika GSS-a, S. Primožić i N. Zrilića, kao i dvojice pomorskih policajaca. 
Primožić je rekao kako nije istinita da je izjavio kako su tijela premještena s otoka, o čemu su neki mediji pisali. I Zrilić i Primožić izjavili su kalko poziv na sud nisu dobili.
U listopadu je HRT 1 prikazao emisiju „Latinica” koja je također kritički obradila temu „Kornatska tragedija” i napala neopremljenost službe za spašavanje, iako su neki prigovarali da je sve obrađeno senzacionalistički.

## Teorije o uzroku nesreće
- Eruptivni požar – službeno objašnjenje koje je u početku predstavljeno javnosti.
- Curenje goriva – prema ovoj teoriji, iz spasilačkoga helikoptera curilo je gorivo (kerozin), koje je prouzrokovalo snažan požar.[16] Vodički vatrogasci i otac poginuloga vatrogasca Ivana – Igor Marinović, smatraju kako je tragediju izazvalo curenje goriva iz helikoptera H-202 dok je drugi helikopter koji je došao na spašavanje to gorivo slučajno zapalio. Dodatne sumnje pobuđuju i informacije da su crne kutije iz helikoptera koji su sudjelovali u spašavanju nestale,[17] knjižice održavanja koje pokazuju da je jedan od helikoptera na dan tragedije izgubio 400 litara goriva[17] i informacija da su prije dolaska službenih sudskih istražitelja otok češljali vojska i specijalci iz Delnica.[17] Sudski vještak za zrakoplovne nesreće Miljenko Čop pak ističe da ako bi pilot helikoptera primijetio da dolazi do nenadziranoga curenja goriva, on bi istoga trenutka sletio i da su sporni helikopteri bili pregledani, te da su bili ispravni.[17]
- Požar uzrokovan zapaljenjem ostataka NATO-ve bombe – ovu teoriju podupire jedini preživjeli vatrogasac Frane Lučić.[18]

## Rezultati istrage
Dana 22. kolovoza 2008. godine, objavljeno je nakon više od osam mjeseci multidisciplinarnog vještačenja stručne skupine kako je uzrok tragedije prirodna pojava, fenomen poznat kao izgaranje nehomogene plinske smjese. Plinovi nastali izgaranjem vegetacije nakupili su se u prostoru klanca iznad uvale Šipnate, a dolaskom požara nošenoga jakim vjetrom, ti su plinovi naglo izgorjeli, i to na temperaturama višima od 1200 °C, uz brzinu kretanja većom od 40 metara u sekundi. Opisani fenomen rijetka je pojava, a slični slučajevi zabilježeni su u Australiji 18. siječnja 2003. u blizini Canberre i na Korzici 17. rujna 2000. godine pokraj mjesta Palasca. Branko Šimara koji je bio nezavisni član spomenute radne skupine tvrdi da su stradali vatrogasci koji nisu bili propisno zaštićeni, udahnuli ovu plinsku smjesu, čime su si spalili dišne puteve, dok je preživjeli Frane Lučić imao kacigu sa štitnikom što mu je u konačnici spasilo život.

## Spomen-obilježje
Vlada je u rujnu 2009. zadužila ministarstva kulture, mora, prometa i infrastrukture te graditeljstva i prostornoga uređenja na objavu pozivnoga natječaja za izradu idejnoga rješenja za spomen-obilježje kornatske tragedije, kako bi bilo gotovo do obljetnice tragedije 2010. Dana 29. siječnja 2010. objavljeno je da je natječaj za spomen-obilježje dvanaestorici poginulih vatrogasaca na Velikom Kornatu dobio zadarski arhitekt Nikola Bašić. Tako je odlučio ocjenjivački sud, a imena nagrađenih objavljena su novinarima u Ministarstvu kulture, neposredno poslije zasjedanja i usuglašavanja stavova prosudbenoga povkerenstva. Plan je bio, da obilježje ima dizajn križeva sastavljenih od kamenja kakvo se nalazi na otoku, čime bi se uklopilo u krajolik. Spomen križevi na Kornatima dovršeni su 23. svibnja 2010. godine.
- Tomislav Crvelin
- Josip Lučić
- Marinko Knežević
- Karlo Ševerdija
- Ante Juričev-Mikulin
- Ante i Ivica Crvelin
- Hrvoje Strikoman

## Dan sjećanja
U spomen na dan Kornatske tragedije, Vlada Republike Hrvatske je 2024. godine proglasila 30. kolovoza Danom sjećanja na poginule hrvatske vatrogasce.

## Vanjske poveznice
- 7Dnevno: Stjepan Mesić i Marijan Hanžeković odgovorni za smrt 12 vatrogasaca na Kornatima, 21. kolovoza 2015.
- 7DNEVNO: Dok je ručao s Hanžekovićem na Hvaru, odbio je poslati kanader na Kornate / Sve laži Marijana Hanžekovića, 4. rujna 2015.
- Umjesto da s Mesićem odgovara za smrt 12 vatrogasaca Hanžeković na desetu obljetnicu kornatske tragedije podigao sebi bistu!
- TUŽNA PRIČA O GORDANU ALFIREVU, 13. ŽRTVI KORNATA Bol zbog poginulih bila mu je prevelika. Ubio se 17 dana nakon tragedije...  Arhivirana inačica izvorne stranice od 2. rujna 2015. (Wayback Machine)
- Fotografije s mjesta nesreće
- Slučaj Kornati opet na početku  Arhivirana inačica izvorne stranice od 2. veljače 2010. (Wayback Machine)
- Otac poginulog vatrogasca: Otkrio sam istinu o Kornatu! Ubilo ih 400 litara kerozina iz neispravnog helikoptera